# Тиморский краснокрылый попугай
Тиморский краснокрылый попугай (лат. Aprosmictus jonquillaceus) — вид птиц из семейства Psittaculidae.

## Внешний вид
Длина тела 31 см. Окраска оперения зелёного цвета, в передней части спины более тёмная. Брюшная часть тела голубая. Окраска рулевых перьев с нижней стороны и в середине чёрная с кончиками желтоватого цвета. Кроющие перья крыла в передней части красные, все остальные оливково-зелёные. Самки отличаются от самцов тем, что имеют жёлтые окаймления на рулевых перьях.

## Образ жизни
Населяют леса и саванны.

## Распространение
Обитает на островах Тимор, Ветар и Роти (Малые Зондские острова).

## Классификация
Выделяют 2 подвида:
- Aprosmictus jonquillaceus jonquillaceus (Vieillot, 1818)
- Aprosmictus jonquillaceus wetterensis (Salvadori, 1891)